# Libellula foliata
Libellula foliata är en trollsländeart som först beskrevs av Kirby 1889.  Libellula foliata ingår i släktet Libellula och familjen segeltrollsländor. IUCN kategoriserar arten globalt som livskraftig. Inga underarter finns listade i Catalogue of Life.